# Region Rhein-Neckar-Odenwald
Die Region Rhein-Neckar-Odenwald (bis 20. Mai 2003 Regionalverband Unterer Neckar) war bis zum 31. Dezember 2005 eine der zwölf Planungsregionen in Baden-Württemberg. Sie umfasste die Stadtkreise Heidelberg und Mannheim sowie den Rhein-Neckar-Kreis und den Neckar-Odenwald-Kreis. Seit dem 1. Januar 2006 ist dieses Gebiet Teil der länderübergreifenden Metropolregion Rhein-Neckar.

## Regionalplanung
Als Träger der Regionalplanung in der Region Unterer Neckar bzw. Region Rhein-Neckar-Odenwald wurde zum 1. Januar 1973 der Regionalverband Unterer Neckar als Körperschaft des öffentlichen Rechts, einer von 12 Regionalverbänden bzw. Regionen in Baden-Württemberg eingerichtet. Der Sitz des Regionalverbands und die Geschäftsstelle befanden sich in Mannheim.
Zu den Aufgaben des Regionalverbands zählten die Aufstellung des Regional- und Landschaftsrahmenplans und die Mitwirkung am Landesentwicklungsplan und an Raumordnungsverfahren. Des Weiteren sollten regionalpolitische Initiativen zur Förderung und Entwicklung der Region ergriffen werden. Und schließlich sollte an der grenzüberschreitenden Regionalplanung mit den Nachbarregionen in Südhessen und Rheinland-Pfalz mitgearbeitet werden. 2002 wurde der Regionalverband Unterer Neckar in Regionalverband Rhein-Neckar-Odenwald umbenannt.

## Einwohnerentwicklung
Die Einwohnerzahlen sind Volkszählungsergebnisse (¹) oder amtliche Fortschreibungen des Statistischen Landesamts Baden-Württemberg (nur Hauptwohnsitze).
| Jahr              | Einwohnerzahlen |
| ----------------- | --------------- |
| 31. Dezember 1973 | 1.034.846       |
| 31. Dezember 1975 | 1.024.215       |
| 31. Dezember 1980 | 1.030.375       |
| 31. Dezember 1985 | 1.025.980       |
| 27. Mai 1987 ¹    | 1.018.957       |

| Jahr               | Einwohnerzahlen |
| ------------------ | --------------- |
| 31. Dezember 1990  | 1.073.749       |
| 31. Dezember 1995  | 1.109.300       |
| 31. Dezember 2000  | 1.120.440       |
| 30. September 2005 | 1.134.551       |

## Raumplanung

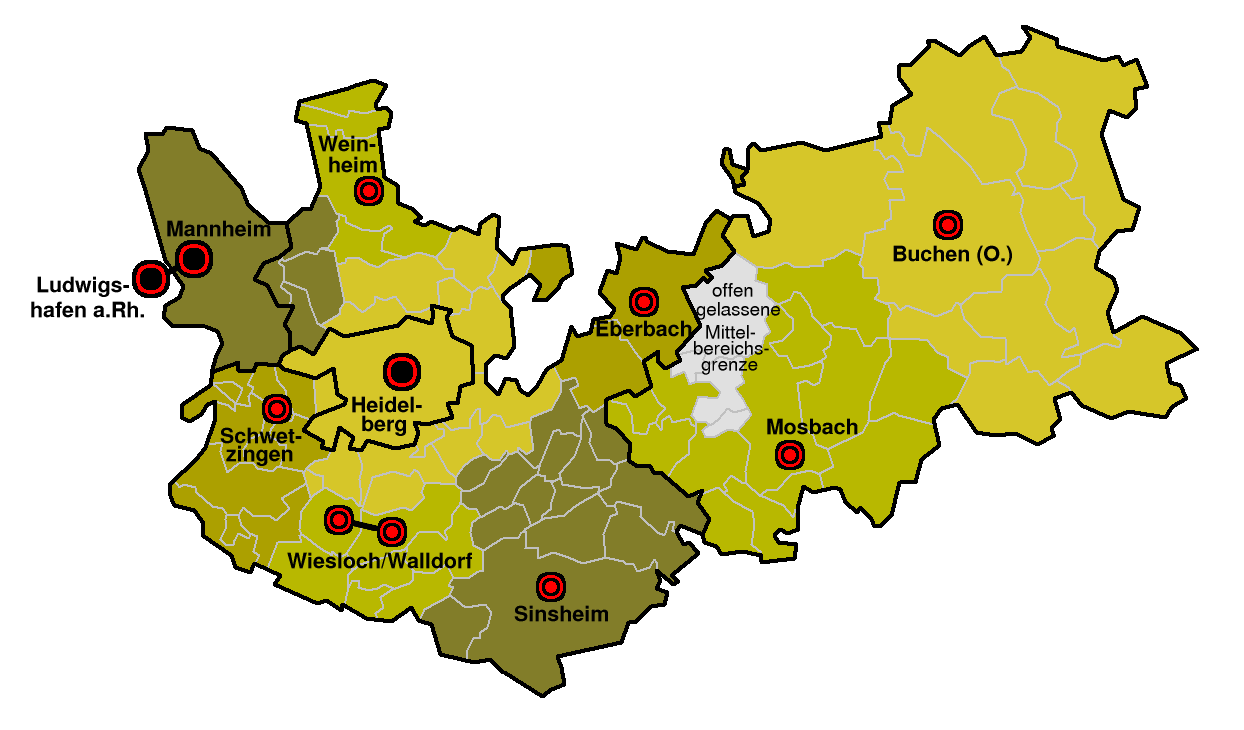
Karte der Mittelbereiche in der früheren Region Rhein-Neckar-Odenwald

In der bisherigen Region Rhein-Neckar-Odenwald bestanden die Oberzentren Heidelberg und (als Doppelzentrum) Mannheim/Ludwigshafen am Rhein sowie folgende Mittelzentren:
- Buchen (Odenwald)
- Eberbach
- Heidelberg
- Mannheim
- Mosbach
- Schwetzingen
- Sinsheim
- Weinheim
- Walldorf/Wiesloch

Dabei wurde die Grenze zwischen den Mittelbereichen Eberbach und Mosbach im Bereich der Gemeinden Binau, Neckargerach, Waldbrunn und Zwingenberg offen gelassen.

## Organisation
Die Region Rhein-Neckar-Odenwald hatte zwei Organe:
- Die Verbandsversammlung mit 80 Mitgliedern, die von den Stadt- und Landkreisen entsandt wurden.
- Der Verbandsvorsitzende, der von der Verbandsversammlung gewählt wurde. Seit 2000 war Horst Sieber (Oberbürgermeister a. D. der Stadt Sinsheim) Vorsitzender.

Für die Verwaltungs- und Planungsaufgaben sah das Gesetz einen Verbandsdirektor vor. Bereits 1969 wurde durch Staatsvertrag der Bundesländer Baden-Württemberg, Hessen und Rheinland-Pfalz der Raumordnungsverband Rhein-Neckar gegründet. Ihm gehörten neben den baden-württembergischen Stadtkreisen Heidelberg und Mannheim sowie dem Rhein-Neckar-Kreis der hessische Landkreis Bergstraße und in Rheinland-Pfalz die kreisfreien Städte Frankenthal (Pfalz), Ludwigshafen am Rhein, Neustadt an der Weinstraße, Speyer und Worms, der Landkreis Bad Dürkheim und der Rhein-Pfalz-Kreis (ehemals Landkreis Ludwigshafen) an. Mit Ausnahme des baden-württembergischen Neckar-Odenwald-Kreises (der nur als beratendes Mitglied vertreten war) gehörte somit auch das Gebiet des Regionalverbands Unterer Neckar bzw. Rhein-Neckar-Odenwald zu diesem länderübergreifenden Verband. Nach einer entsprechenden Vereinbarung war der Verbandsdirektor des Raumordnungsverbands Rhein-Neckar zugleich Verbandsdirektor des Regionalverbands Rhein-Neckar-Odenwald. Bis 2005 hatte Christian Specht (CDU) dieses Amt inne.
Neben diesen beiden Verbänden gab es in Rheinland-Pfalz seit 1977 noch eine weitere Einrichtung, und zwar die Planungsgemeinschaft Rheinpfalz als Körperschaft des öffentlichen Rechts. Zu deren Gebiet gehörte das bereits oben beschriebene rheinland-pfälzische Gebiet des Raumordnungsverbands Rhein-Neckar und zusätzlich die kreisfreie Stadt Landau (Pfalz), der Landkreis Germersheim und der Landkreis Südliche Weinstraße.
Die Geschäftsstelle in Mannheim, wo der Verbandsdirektor seinen Sitz hatte, erledigte die gemeinsame Verwaltung aller drei Verbände.

## Auflösung der Verbände
Am 28. April 2005 wurde das Gebiet des Raumordnungsverbands Rhein-Neckar zur Europäischen Metropolregion Rhein-Neckar-Dreieck (auch Rhein-Neckar) erhoben. Durch Staatsvertrag der drei beteiligten Bundesländer vom 26. Juli 2005 wurde die Einrichtung eines länderübergreifenden Verbands Region Rhein-Neckar beschlossen, der aber nicht nur das Gebiet des Raumordnungsverbands Rhein-Neckar, sondern das gesamte Gebiet der drei oben beschriebenen Verbände umfassen soll. Dieser Staatsvertrag trat zum 1. Januar 2006 in Kraft. Damit wurden die drei bisherigen Verbände aufgelöst.
Die Aufgaben des bisherigen Regionalverbands Rhein-Neckar-Odenwald gingen somit auf den länderübergreifenden Verband Region Rhein-Neckar über. Er ist damit nach dem bereits 1973 eingerichteten Regionalverband Donau-Iller der zweite länderübergreifende Regionalverband in Baden-Württemberg. Die bisherigen Ober- und Mittelzentren in der ehemaligen Region Rhein-Neckar-Odenwald werden auch in der länderübergreifenden Region Rhein-Neckar als solche weitergeführt.